# Prelatura territoriale di Caravelí
La prelatura territoriale di Caravelí (in latino Praelatura Territorialis Caraveliensis) è una sede della Chiesa cattolica in Perù suffraganea dell'arcidiocesi di Ayacucho. Nel 2021 contava 137.530 battezzati su 145.000 abitanti. La sede è vacante.

## Territorio
La prelatura territoriale comprende la provincia di Caravelí nella regione di Arequipa e le province di Parinacochas e Paucar del Sara Sara e parte della provincia di Lucanas nella regione di Ayacucho.
Sede prelatizia è la città di Caravelí, dove si trova la cattedrale di San Pietro apostolo.
Il territorio è suddiviso in 23 parrocchie.

## Storia
La prelatura territoriale è stata eretta il 21 novembre 1957 con la bolla Quasi mater dulcissima di papa Pio XII, ricavandone il territorio dall'arcidiocesi di arcidiocesi di Arequipa e dalla diocesi di Ayacucho (oggi arcidiocesi). Originariamente era suffraganea dell'arcidiocesi di Arequipa.
Poiché dopo l'erezione la prelatura soffriva per la scarsità dei sacerdoti, nel 1961 il vescovo Kaiser Depel vi fondò le Missionarie di Gesù Verbo e Vittima, che si dedicano all'azione pastorale nelle zone ove mancano sacerdoti stabili.
Il 5 giugno 1962 ha ceduto una porzione del suo territorio a vantaggio dell'erezione della prelatura territoriale di Chuquibamba.
Il 30 giugno 1966 è entrata a far parte della provincia ecclesiastica di Ayacucho.

## Cronotassi dei vescovi
Si omettono i periodi di sede vacante non superiori ai 2 anni o non storicamente accertati.
- Friedrich Kaiser Depel, M.S.C. † (21 novembre 1957 - 25 maggio 1971 dimesso)
  - Sede vacante (1971-1983)
- Bernhard Franz Kühnel Langer, M.S.C. (26 gennaio 1983 - 18 giugno 2005 ritirato)
- Juan Carlos Vera Plasencia, M.S.C. (18 giugno 2005 - 16 luglio 2014 nominato ordinato militare in Perù)
  - Sede vacante (2014-2017)
- Reinhold Nann (27 maggio 2017 - 1º luglio 2024 dimesso)
  - Ricardo Augusto Rodríguez Álvarez[1], dal 1º luglio 2024 (amministratore apostolico)

## Statistiche
La prelatura territoriale nel 2021 su una popolazione di 145.000 persone contava 137.530 battezzati, corrispondenti al 94,8% del totale.
| anno | popolazione | popolazione | popolazione | presbiteri | presbiteri | presbiteri | presbiteri                | diaconi | religiosi | religiosi | parrocchie |
| anno | battezzati  | totale      | %           | numero     | secolari   | regolari   | battezzati per presbitero | diaconi | uomini    | donne     | parrocchie |
| ---- | ----------- | ----------- | ----------- | ---------- | ---------- | ---------- | ------------------------- | ------- | --------- | --------- | ---------- |
| 1966 | 161.000     | 161.000     | 100,0       | 22         | 9          | 13         | 7.318                     |         | 13        | 26        | 22         |
| 1970 | 122.130     | 122.130     | 100,0       | 21         | 10         | 11         | 5.815                     |         | 12        | 49        | 23         |
| 1976 | 102.000     | 105.000     | 97,1        | 16         | 5          | 11         | 6.375                     |         | 14        | 69        | 22         |
| 1980 | 112.000     | 118.000     | 94,9        | 15         | 4          | 11         | 7.466                     |         | 13        | 38        | 22         |
| 1990 | 141.000     | 148.000     | 95,3        | 15         | 5          | 10         | 9.400                     |         | 10        | 41        | 22         |
| 1999 | 160.000     | 175.000     | 91,4        | 7          | 3          | 4          | 22.857                    |         | 6         | 59        | 22         |
| 2000 | 162.000     | 178.000     | 91,0        | 8          | 4          | 4          | 20.250                    |         | 9         | 93        | 22         |
| 2001 | 105.000     | 113.640     | 92,4        | 12         | 5          | 7          | 8.750                     |         | 11        | 52        | 26         |
| 2002 | 105.000     | 115.000     | 91,3        | 15         | 7          | 8          | 7.000                     |         | 9         | 65        | 22         |
| 2003 | 105.000     | 115.000     | 91,3        | 14         | 7          | 7          | 7.500                     |         | 11        | 92        | 22         |
| 2004 | 105.000     | 115.000     | 91,3        | 14         | 7          | 7          | 7.500                     |         | 10        | 52        | 22         |
| 2013 | 117.712     | 140.912     | 83,5        | 14         | 9          | 5          | 8.408                     |         | 9         | 51        | 22         |
| 2016 | 125.368     | 144.178     | 87,0        | 21         | 17         | 4          | 5.969                     |         | 6         | 61        | 22         |
| 2019 | 133.470     | 140.700     | 94,9        | 19         | 15         | 4          | 7.024                     |         | 5         | 55        | 22         |
| 2021 | 137.530     | 145.000     | 94,8        | 19         | 15         | 4          | 7.238                     |         | 5         | 57        | 23         |